# Festival Internacional de Curtmetratges d'Oberhausen
El Festival Internacional de Curtmetratges d'Oberhausen (en alemany, Internationale Kurzfilmtage Oberhausen), fundat el 1954, és un dels festivals de curtmetratgea més antics del món. Celebrat a Oberhausen, és una de les principals plataformes internacionals per a la forma curta. El festival organitza una Competició Internacional, una Competició Alemanya, una Competició Internacional de Cinema Infantil i Juvenil, el Premi MuVi al millor vídeo musical alemany, des de 2009, el Concurs NRW de produccions de l'estat alemany de Renània del Nord-Westfàlia.

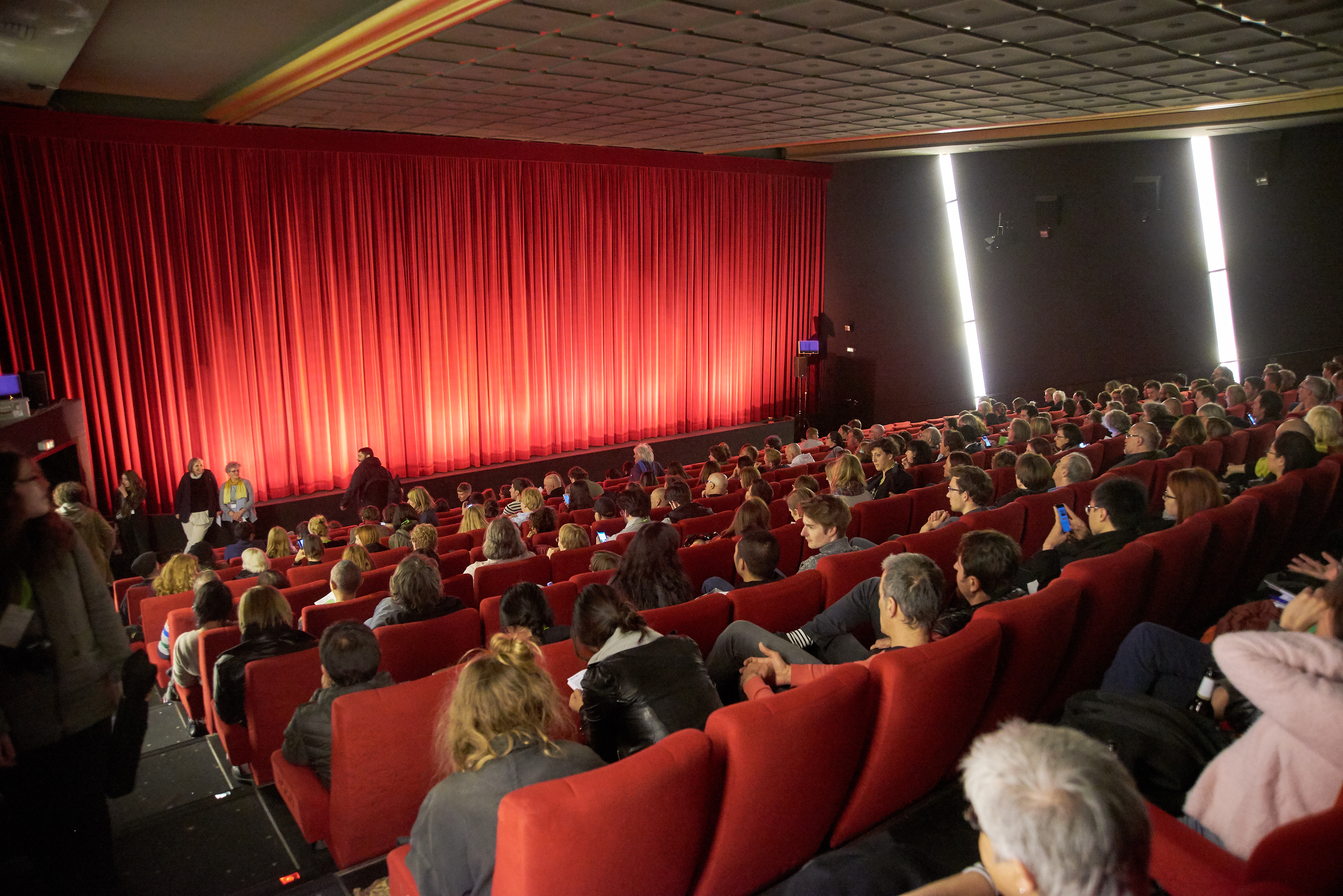
Edició de 2019 del Festival de cinema Lichtburg Oberhausen

Oberhausen és coneguda avui pels seus extensos programes temàtics com "Els records no poden esperar. Pel·lícula sense pel·lícula" (2014), "El llenguatge de l'atracció. Tràilers entre la publicitat i l'avantguarda" (2019), "La solidaritat com a disrupció" (2021/22) o "Synchronize Pan-African Film Networks" (2022). El festival també ofereix als visitants una videoteca ben equipada, gestiona un servei de distribució de curtmetratges no comercials i posseeix un arxiu de curtmetratges de més de 70 anys d'història del cinema.

## Història
El Festival Internacional de Curtmetratges d'Oberhausen va ser fundat l'any 1954 pel director de l'Oberhausen Volkshochschule (centre d'educació d'adults), Hilmar Hoffmann, en associació amb el Filmclub Oberhausen amb el nom de "1er Festival de Cinema Educatiu d'Alemanya Occidental".. Inicialment, l'esdeveniment estava orientat a complir un mandat de política educativa, i el lema escollit per al primer festival va ser "Cinema cultural – Ruta a l'educació". Es van presentar 45 pel·lícules de la República Federal d'Alemanya, França i els EUA.
Al 4t Festival de cinema educatiu d'Alemanya Occidental, l'any 1958, es va introduir el lema "Camí al veí" i el festival va continuar fins al 1997. El 1959 es va rebatejar com a "Festival de curtmetratges d'Alemanya Occidental". Oberhausen aviat es va fer un nom polític, principalment perquè moltes pel·lícules produïdes al Bloc de l'Est només es van poder veure a Oberhausen. Aquesta situació va fer que el festival augmentés ràpidament i la reputació de "meca del curtmetratge". Ja a la dècada de 1950, però, els visitants també van rebre obres de joves cineastes d'Occident, com ara François Truffaut, Norman McLaren, Alain Resnais, Bert Haanstra , i Lindsay Anderson. Al quart festival de 1958, ja s'havien inclòs 190 pel·lícules de 29 països.

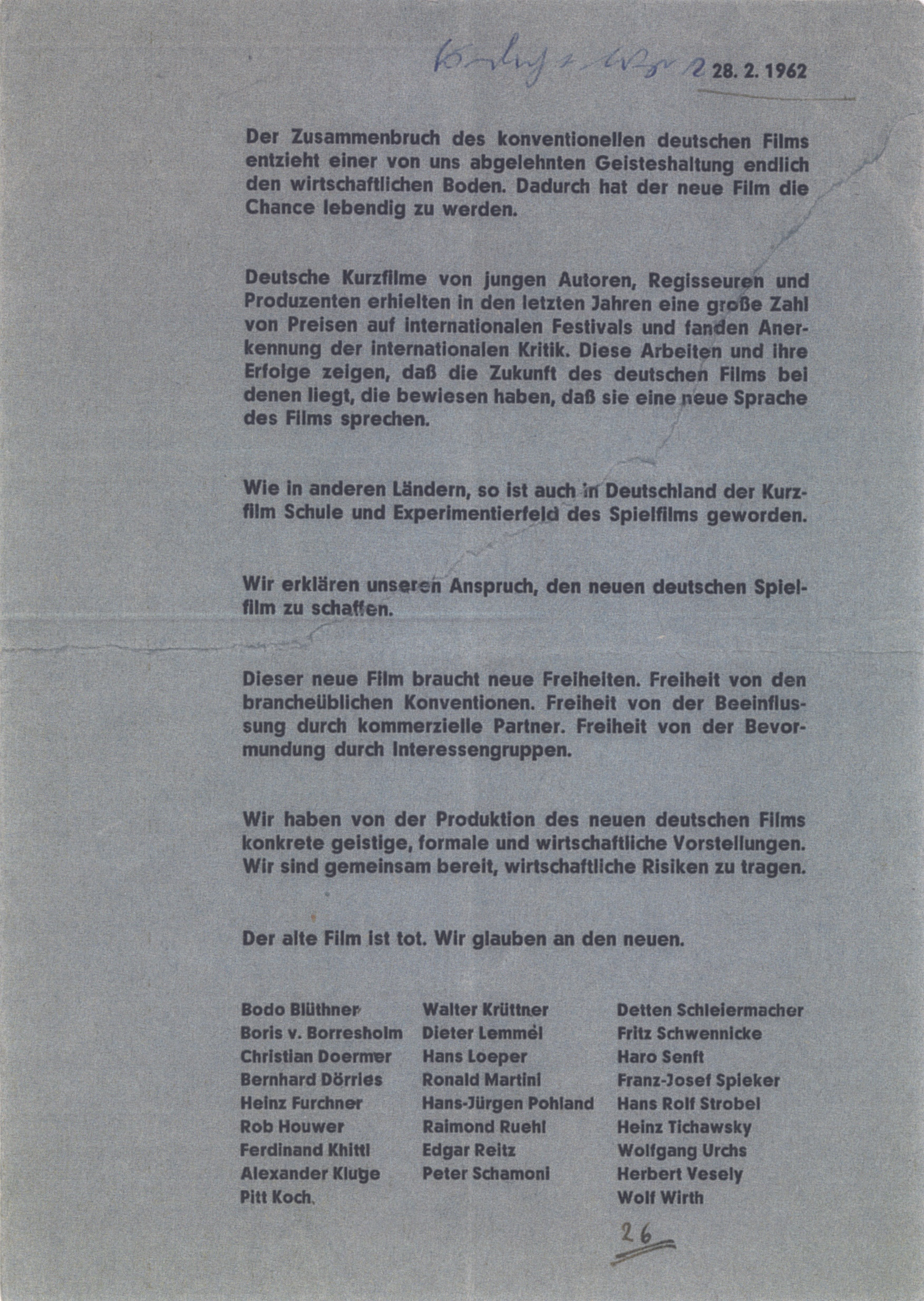
El Manifest d'Oberhausen, proclamat el 1962 al 8è festival

En el vuitè festival de 1962, un grup de joves cineastes alemanys, entre ells Alexander Kluge, Peter Schamoni i Edgar Reitz, van publicar el Manifest d'Oberhausen, pronunciant el "vell "El cinema ha mort i declaren la seva aspiració a crear un nou tipus de pel·lícula alemanya.

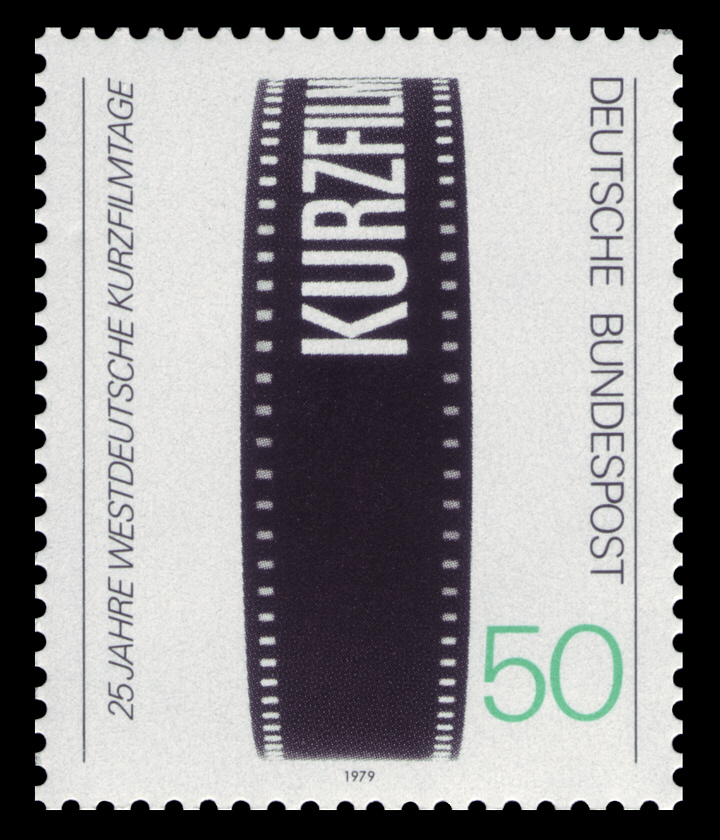
Segell alemany que commemora el 25è aniversari del festival (1979)

La dècada de 1960 va culminar després amb un escàndol de 1968 al voltant de la pel·lícula de Hellmuth Costard Besonders wertvoll, en què un penis parlant va criticar la nova Llei de finançament de cinema de 1967. En resposta a una objecció emesa per la fiscalia, el festival va retirar la pel·lícula de el programa oficial, després del qual molts cineastes alemanys van retirar les seves obres. Oberhausen va sortir de la crisi amb un reglament modificat, inclòs un procediment de selecció pública de pel·lícules alemanyes.
A la dècada de 1970, el moviment de dones va ser una pedra de toc al festival, amb cineastes joves com Chantal Akerman i Helma Sanders-Brahms projectant les seves primeres pel·lícules a Oberhausen. Amb el seu Cinema Infantil i Juvenil, el festival va inaugurar una nova categoria de competició l'any 1978. La dècada dels 70 també va ser testimoni d'una onada de nous festivals: expulsat del cinema, el curt va trobar noves opcions de projecció en l'àmbit del festival.
A finals de la dècada de 1980, el vídeo i els nous mitjans van sorgir gradualment a Oberhausen. Amb la subsidència del conflicte Est/Oest que havia donat forma als primers anys del festival, el seu paper de "finestra a l'Est" es va esvair lentament. Ara, el perfil del festival com a mediador i pioner entre els mons del curtmetratge i el clip publicitari, el vídeo musical, la pel·lícula industrial i el videoart, sovint subsumit en el terme genèric. avantguarda – va passar a primer pla.
L'any 1991, el festival va passar a anomenar-se Festival Internacional de Curtmetratges d'Oberhausen, nom que encara avui porta. Aquell mateix any, Oberhausen va presentar el primer concurs de curtmetratges alemanys del país. Des de 1993, el festival ha atorgat al cinema i al vídeo la mateixa posició en els seus concursos. El 1999, Oberhausen va presentar el primer premi del festival de cinema per a vídeos musicals a tot el món, conegut com el "MuVi", que encara avui s'atorga exclusivament als directors per la qualitat visual dels seus clips. Amb l'auge del videoart, cada vegada hi ha més pel·lícules fetes per artistes que s'han introduït en els programes dels festivals.
Avui, Oberhausen presenta curtmetratges i vídeos de diferents orígens formals, culturals i socials. Els programes especials a gran escala prenen un tema diferent cada any, els més recents "El llenguatge de l'atracció. Tràilers entre la publicitat i l'avantguarda" (2019), "La solidaritat com a disrupció" (2021/22) o "Contra la gravetat. Art de Machinima." (2023). El festival també manté una Videoteca amb una gran selecció de curtmetratges internacionals recents, munta regularment, entre d'altres, programes de perfil dedicats a artistes individuals i Projeccions de mercat per a distribuïdors internacionals de cinema d'avantguarda, i cada any acull un cicle de debat anomenada "Podium".
A causa de la pandèmia de la Corona el 2020, el festival va organitzar la seva 66a edició totalment en línia, convertint-se en el primer festival de cinema exclusivament digital d'Alemanya. Amb més de 2.500 abonaments de festivals venuts i usuaris a prop de 100 països, el nou format va tenir molt més èxit del que s'esperava. Això va ser seguit el 2021, també, per una altra edició del festival totalment digital. El 67è Festival Internacional de Curtmetratges d'Oberhausen va tenir lloc de l'1 al 10 de maig en línia. En deu dies, el festival gairebé va duplicar la seva durada habitual i va presentar per primera vegada tres nous concursos en línia (Competició en línia internacional, Concurs en línia alemany i Premi Muvi International). L'any 2022, el festival va tornar als cinemes amb una edició híbrida, projectant exclusivament en línia del 29 d'abril al 3 de maig i als cinemes del 4 al 10 de maig.
A més d'organitzar el festival, Oberhausen opera un servei de distribució de curtmetratges no comercials, i el seu arxiu conté curtmetratges de més de 70 anys d'història del cinema.

## Cronologia
- 1954: fundat com a Westdeutsche Kulturfilmtage
- 1958: Presentació del lema “Weg zum Nachbarn”
- 1959: Rebatejat com a Westdeutsche Kurzfilmtage
- 1962: Manifest d'Oberhausen
- 1970: Primera pel·lícula d'animació per ordinador
- 1989: Introducció d'una secció de vídeo
- 1991: Rebatejat com a Internationale Kurzfilmtage Oberhausen; llançament del primer concurs de curtmetratges alemanys
- 1993: S'obren tots els concursos perquè les produccions de vídeo competeixin en igualtat de condicions amb el cinema
- 1999: Presentació del primer premi al vídeo musical del festival de cinema al món
- 2002: cofundador de l'AG Kurzfilm e.v., l'organització de pressió per al curtmetratge alemany
- 2019: cofundador d'AG Filmfestival, l'organització de pressió dels festivals de cinema alemanys

## Nombres
- Gairebé 7.000 enviaments d'uns 90 països cada any
- Aproximadament 500 pel·lícules projectades a cada festival
- Més de 1.000 visitants internacionals acreditats anualment
- Premis per un total de més de 41.000 €
- Acreditat per la FIAPF des de 1960
- Festival de referència de l'Acadèmia de les Arts i les Ciències Cinematogràfiques
- Festival de nominació als Premis BAFTA i als Acadèmia de Cinema Europeu

## Directors del festival
- 1954–1970: Hilmar Hoffmann
- 1971–1975: Will Wehling
- 1975–1985: Wolfgang J. Ruf
- 1985–1990: Karola Gramann
- 1990–1997: Angela Haardt
- Des de 1997: Lars Henrik Gass